# Gąski (gromada w powiecie oleckim)
Gąski – dawna gromada, czyli najmniejsza jednostka podziału terytorialnego Polskiej Rzeczypospolitej Ludowej w latach 1954–1972.
Gromady, z gromadzkimi radami narodowymi (GRN) jako organami władzy najniższego stopnia na wsi, funkcjonowały od reformy reorganizującej administrację wiejską przeprowadzonej jesienią 1954 do momentu ich zniesienia z dniem 1 stycznia 1973, tym samym wypierając organizację gminną w latach 1954–1972.
Gromadę Gąski z siedzibą GRN w Gąskach utworzono – jako jedną z 8759 gromad – w powiecie oleckim w woj. białostockim, na mocy uchwały nr 20/V WRN w Białymstoku z dnia 4 października 1954. W skład jednostki weszły obszary dotychczasowych gromad Gąski (z wyłączeniem jeziora pn. Przytulskie Jezioro), Świdry, Babki Gąseckie, Zatyki (z wyłączeniem lasów państwowych i miejscowości Bartki i Bartkowski Dwór) ze zniesionej gminy Wieliczki w tymże powiecie oraz obszary dotychczasowych gromad Leśniki (z wyłączeniem lasów państwowych), Zabielne i Zajdy (z wyłączeniem części lasów państwowych i kolonii nr nr 25, 26, 27, 28, 40 i 41) ze zniesionej gminy Świętajno w tymże powiecie. Dla gromady ustalono 14 członków gromadzkiej rady narodowej.
1 stycznia 1972 z gromady Gąski wyłączono wsie Zajdy i Zabiele włączając je do gromady Świętajno, po czym gromadę Gąski zniesiono a jej (pozostały) obszar włączono do nowo utworzonej gromady Kijewo.